# Etnomethodologie
Etnomethodologie is een benadering binnen de sociologie die stelt dat sociale orde ontstaat doordat deelnemers aan een interactieproces zowel de gedragingen van de ander als die van henzelf interpreteren op basis van enkele achterliggende en welbepaalde regels. De etnomethodologie werd voornamelijk ontwikkeld door zijn bedenker, de Amerikaanse socioloog Harold Garfinkel. Hij definieerde etnomethodologie als de studie naar de alledaagse methodes die mensen gebruiken om sociale orde tot stand te brengen. De etnomethodologie moet met deze methoden en impliciete regels via welke mensen betekenis geven aan hun wereld in kaart brengen.

## Oorsprong
De etnomethodologie is voornamelijk geïnspireerd op twee bronnen. Enerzijds bouwt het voort op de interpretatieve benadering in de sociologie, die bijvoorbeeld ook aanwezig is in de fenomenologische sociologie van Alfred Schütz of het symbolisch interactionisme van Herbert Blumer, en teruggaat op het werk van Max Weber. Daarnaast deelt zij met de fenomenologische sociologie ook een sterke band met de fenomenologie, een stroming uit de filosofie ontstaan uit het werk van Edmund Husserl.
De echte ontstaansdatum ligt in het werk van Harold Garfinkel en meer concreet in zijn Studies in Ethnomethodology uit 1967. De naam 'etnomethodologie' verwijst naar de impliciete methodes en regels (methodologie) die in een bepaalde groep (etnie) op de achtergrond meespelen.

## Methode
De etnomethodologie is ook bekend geraakt door het uitvoeren van zogenaamde crisisexperimenten (of breaching experiments). Dit soort experimenten bestond eruit dat Garfinkel of een leerling van hem in een bepaalde sociale situatie zich zo gedraagt alsof hij van geen enkele sociale regel op de hoogte is. Als iemand bijvoorbeeld aan hem vraagt 'Hoe gaat het met u?' dan zal hij niet reageren zoals men gewoonlijk reageert - en dus conform met de impliciete regel - door bijvoorbeeld 'goed' (of 'slecht') te antwoorden. Hij zal eerder de vraag letterlijk nemen en antwoorden: 'Hoe gaat wat met mij?'
Wat deze experimenten dus werkelijk beogen is het doorbreken van algemeen aanvaarde regels om dan te kijken hoe de deelnemers aan de sociale handeling reageren. De veronderstelde regels die achter het sociale handelen zouden moeten schuilgaan zijn immers niet direct zichtbaar, maar spelen net altijd op de achtergrond mee. Door ze expliciet met de voeten te treden, komen ze net op de voorgrond en kunnen ze bestudeerd worden.